# Elisabeth Kempf

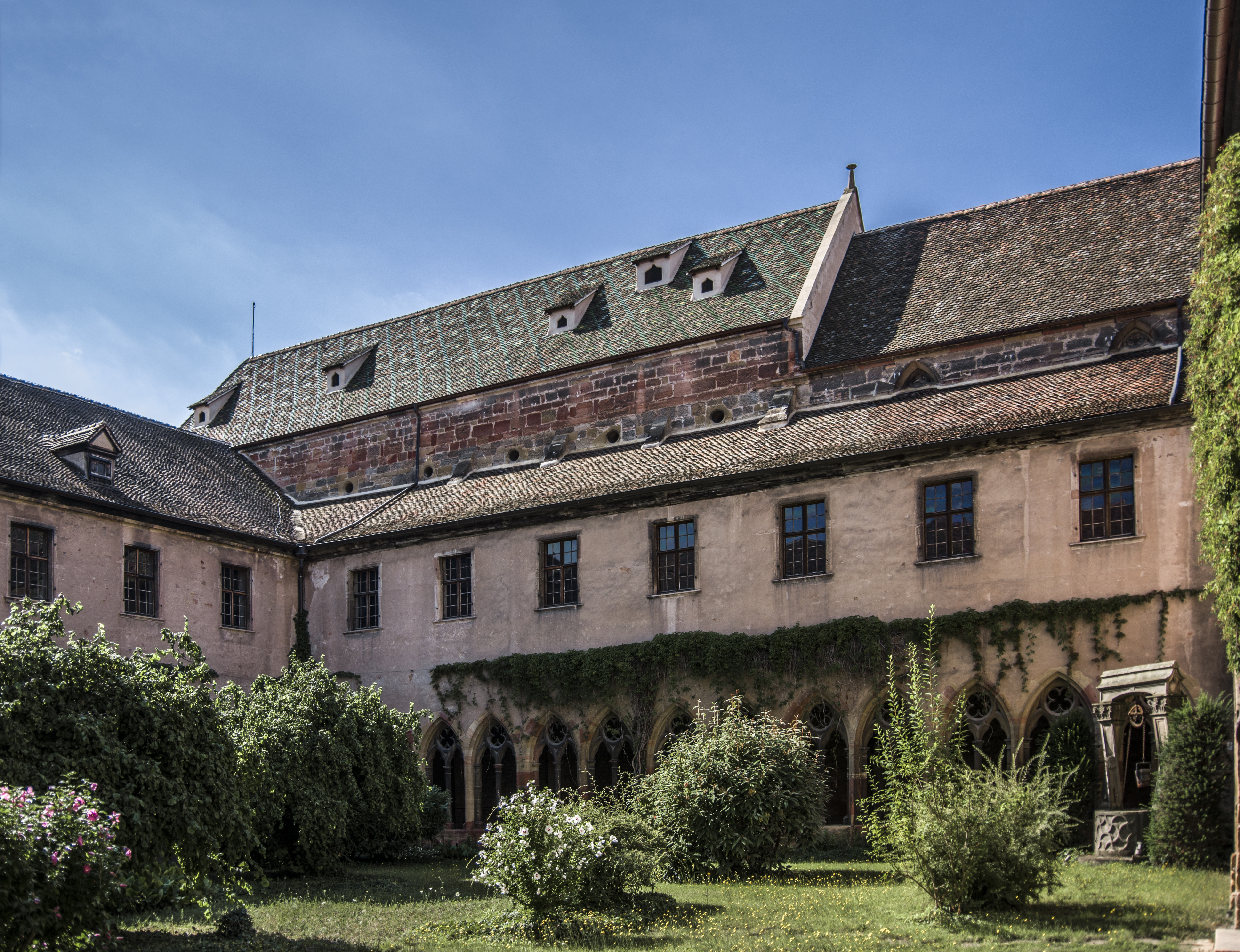
Klooster Unterlinden in Colmar

Elisabeth Kempf (Colmar, 1415 - aldaar, 1465?) was een dominicanes en vertaalster uit de Elzas.
Kempf was de dochter van Gilg Kempf, een lid van de gemeenteraad van Colmar, en Elsz Strub. In 1421, ze was toen pas zes jaar oud, trok ze naar het klooster Unterlinden van de dominicanessen. Ze werd priorin van haar klooster en ze bleef dit tot haar dood. 
Ze vertaalde Latijnse werken naar haar Duitse dialect (Alemannisch):
- Vita sororum van Katherina van Gebersweiler (mystica uit de 14e eeuw);
- Vita Christi van Michael de Massa (1300-1337).